# ティノ・ロッシ
ティノ・ロッシ（Constantin "Tino" Rossi 、1907年4月29日 - 1983年9月26日）は、フランスの歌手で映画俳優。
コルシカ島のアジャクシオで生れたロッシは、オペラにふさわしい美声に恵まれていた。彼はフランスのキャバレー・スタイルのテナー歌手になった。そして後には、様々な映画に出演した。そのキャリアの間に、2000曲以上を録音したと伝えられていて、また25本以上の映画に出演した。その中で最も注目すべきは、サシャ・ギトリが監督し1954年に上映された「Si Versailles m'était conté...」である。彼のロマンティックなバラードは特に女性たちを夢中にさせ、ジュール・マスネ（1842-1912 ）やレイナルド・アーン（1875-1947 ）などの作曲による歌曲を歌えば、劇場はどこであれ完売になった。
彼の大変有名なヒット曲の中でも、「プティ・パパ・ノエル」は世界中で3000万枚以上を売り上げた。 その50年の歌のキャリアの間に、ティノ・ロッシは2000曲以上を録音し、2億枚以上のアルバムを売り上げ、史上最も売れた（しかし忘れられがちな）アーティストの一人になった。

## 参照
1. 1 2
2. ↑  Brown, Marisa. “Tino Rossi profile”.   AllMusic.com. 2011年3月29日閲覧。